# Hans Hansjö
Finn Hans Åke Ingemar Hansjö, ursprungligen Hansson, född 18 mars 1934 i Orsa, Dalarna, är en svensk skådespelare.

## Filmografi
- 1957 – Åsa-Nisse i full fart

## Teater

### Roller
| År   | Roll                      | Produktion                  | Regi         | Teater         |
| ---- | ------------------------- | --------------------------- | ------------ | -------------- |
| 1959 | Häradshövding Westerqvist | Rika morbror August Blanche | Lars Hofgård | Munkbroteatern |